# The Origin
A The Origin című album Tranzident többéves munkájának a gyümölcse. 12 darab főként trance stílusú zene található a lemezen. Az album 2006-ban a Sonar Eclipse Recordingsnál (Tranzident saját kiadója) jelent meg.

## A lemezen szereplő zenék
- 01. Mindennap (Tranzident & Suta)
- 02. Perfect Mind (Tranzident & Peter Dubs)
- 03. Always Mine
- 04. The Origin
- 05. Digital Parade (Tranzident feat. CYK B)
- 06. Feel Alright (Tranzident feat. CYK B)
- 07. Lovin' You
- 08. Some (Tranzident feat. TCX)
- 09. Brilliant
- 10. Drift (Tranzident & Peter Dubs)
- 11. Wasted Life
- 12. The One

## Külső hivatkozások
- Tranzident hivatalos oldala
- Sonar Eclipse Recordings